# André Loor
André Loor (Uitvlugt, 17 februari 1931 – Paramaribo, 10 december 2013) was een Surinaamse historicus.

## Biografie
Loor werd geboren in een boeroegezin. Na het behalen van zijn akte als hoofdonderwijzer vertrok hij in 1956 naar Nederland waar hij in 1962 zijn kandidaatsexamen geschiedenis haalde aan de Vrije Universiteit in Amsterdam. Na terugkeer in Suriname was hij onder meer werkzaam in het middelbaar onderwijs en aan het Instituut voor de Opleiding van Leraren. Hij gaf in de periode 1972-1979 ook leiding aan de afdeling Culturele Zaken op het departement van Onderwijs. In deze periode is hij een jaar in Nederland geweest om zijn de studie geschiedenis af te rond. Daarnaast was Loor lid van vele commissies en nauw betrokken bij culturele activiteiten en sportzaken in Suriname. Hij heeft vele publicaties over de geschiedenis van Suriname en andere onderwerpen op zijn naam en hij heeft ook bijgedragen aan diverse televisieprogramma’s. Op 19 september 2013 presenteerde hij het boek 'André Loor vertelt...1850-1950', dat enthousiast werd ontvangen.. Dit zou tevens zijn laatste werk zijn.
Loor overleed op 82-jarige leeftijd aan een hartstilstand.  
Op 18 december 2013 werd hij met staatseer begraven.

## Betekenis
Hij was Officier in de Orde van Oranje-Nassau en Officier in de Ere-Orde van de Palm. In 1994 werd hij benoemd tot eredoctor in de Maatschappijwetenschappen van de Universiteit van Suriname. In 1998 werd hij onderscheiden met de Rotary Vocational Excellence Award.
In 2002 werd hem de Visser Neerlandiaprijs toegekend voor persoonlijke verdienste.
In het jaar 2000 werd Loor de Kwakoe Award uitgereikt. In 2006 werd een liber amicorum voor Loor samengesteld, onder redactie van Jerry Egger. In 2011 heeft De Surinaamse Bank een bibliotheek geopend met daarin een collectie van 1200 boeken over Suriname die Loor had verzameld. Om de belangrijke rol van Loor voor de Surinaamse geschiedschrijving te benadrukken, is in 2012 voor het gebouw van het Nationaal Archief Suriname aan de Mr. J. Lachmonstraat te Paramaribo een bronzen kopstuk geplaatst.